# Gilbert Romme
Gilbert Romme (ur. 26 marca 1750, zm. 17 czerwca 1795) – francuski polityk, twórca francuskiego kalendarza republikańskiego (rewolucyjnego).